# Rocquemont (Seine-Maritime)
Rocquemont ist eine französische Gemeinde mit 762 Einwohnern (Stand 1. Januar 2022) im Département Seine-Maritime in der Region Normandie. Sie gehört zum Arrondissement Dieppe und zum Kanton Neufchâtel-en-Bray. Die Bewohner werden Rocquemontois und Rocquemontoises genannt.

## Geographie
Rocquemont liegt im Zentrum des Départements, etwa 22 Kilometer nordöstlich von Rouen und etwa 38 Kilometer südöstlich von Dieppe. Umgeben wird Rocquemont von den Nachbargemeinden Saint-Martin-Osmonville im Norden, Montérolier im Osten und Nordosten, Buchy im Süden und Südosten, Yquebeuf im Westen und Südwesten sowie Critot im Nordwesten.
Am Westrand der Gemeinde führt die Autoroute A28 entlang.

## Bevölkerungsentwicklung
| Jahr                       | 1962 | 1968 | 1975 | 1982 | 1990 | 1999 | 2006 | 2013 | 2020 |
| Einwohner                  | 353  | 353  | 384  | 396  | 453  | 606  | 754  | 816  | 784  |
| Quellen: Cassini und INSEE |      |      |      |      |      |      |      |      |      |

## Sehenswürdigkeiten
- Kirche Notre-Dame, 1870 wieder errichtet